# Maincy

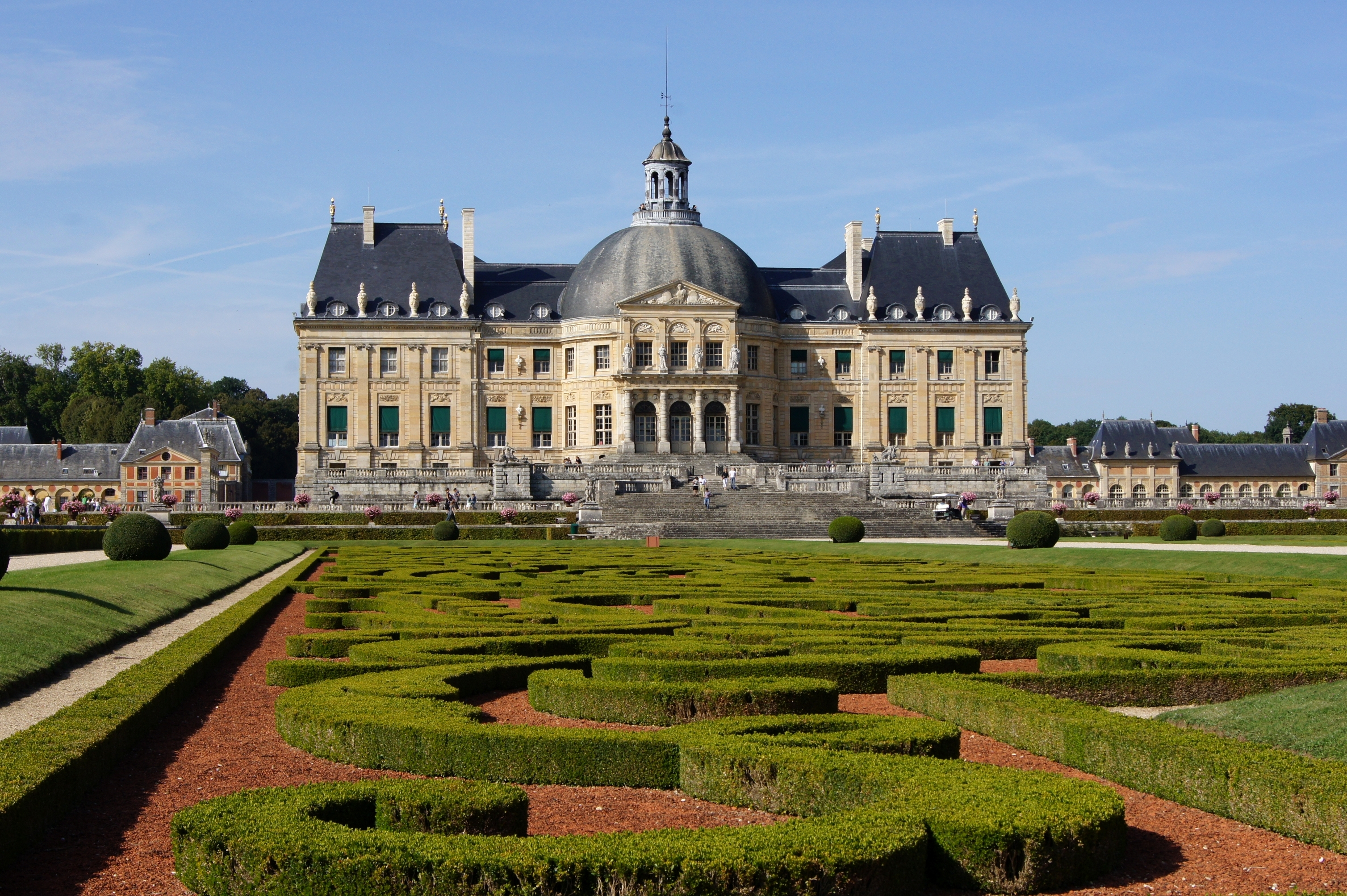
Kasteel van Vaux-le-Vicomte, Maincy

Maincy is een gemeente in het Franse departement Seine-et-Marne (regio Île-de-France) en telt 1.833 inwoners (2021). Het maakt deel uit van het arrondissement Melun.
In de gemeente Maincy ligt het Kasteel van Vaux-le-Vicomte.

## Geografie
De oppervlakte van Maincy bedraagt 10,19 km², de bevolkingsdichtheid is 180 inwoners per km².
De onderstaande kaart toont de ligging van Maincy met de belangrijkste infrastructuur en aangrenzende gemeenten.

## Demografie
Onderstaande figuur toont het verloop van het inwonertal (bron: INSEE-tellingen).